# Trigomphus yunnanensis
Trigomphus yunnanensis là loài chuồn chuồn trong họ Gomphidae. Loài này được Zhou & Wu miêu tả khoa học đầu tiên năm 1992.